# (14278) Perrenot
(14278) Perrenot (2000 CV29) – planetoida z pasa głównego asteroid okrążająca Słońce w ciągu 3,56 lat w średniej odległości 2,33 j.a. Odkryta 2 lutego 2000 roku.